# Targhe d'immatricolazione dell'Irlanda

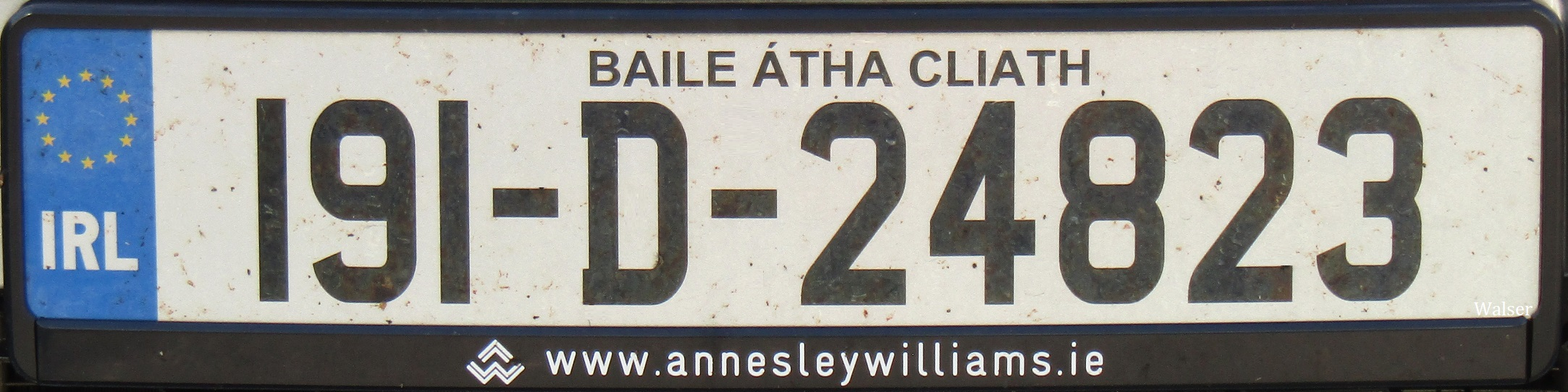
Targa standard di un veicolo immatricolato a Dublino nel primo semestre del 2019

Le targhe d'immatricolazione dell'Irlanda sono destinate ai veicoli immatricolati nel Paese atlantico.

## Caratteristiche e modifiche intervenute

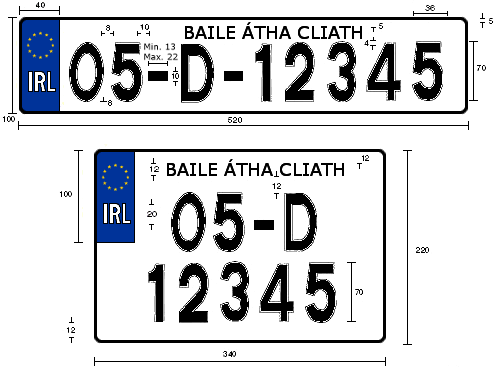
Formati su unica e doppia linea e rispettive misure

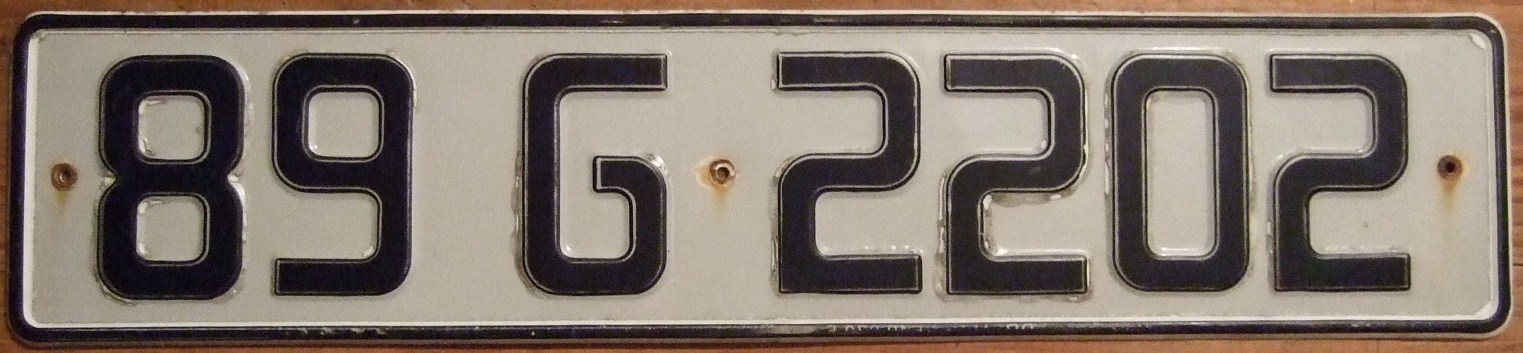
Targa d'immatricolazione del 1989 (formato 1987–31 dicembre 1990)

Le targhe automobilistiche in Irlanda sono conformi allo standard dell'Unione europea, perciò recano una banda blu sulla sinistra con le dodici stelle gialle in cerchio simbolo dell'UE e la sigla automobilistica internazionale IRL, già presente dal 1991. 
Nelle targhe emesse tra il 1987 e il 31 dicembre 1990 non erano presenti i trattini tra il primo numero e la sigla della contea e tra questa e il secondo numero; inoltre cifre e lettere erano più larghe e tondeggianti. 
Fino al 1987 veniva utilizzato un sistema di numerazione di origine inglese in tutta l'isola, cioè anche nell'Irlanda del Nord, dove è tuttora in uso. L'attuale sistema consiste invece in due cifre indicanti l'anno di immatricolazione, una o due lettere che sono l'abbreviazione del nome inglese della contea di provenienza e un numero sequenziale, azzerato ogni anno, che parte da "1". I sindaci delle città di Dublino, Cork, Limerick e Waterford hanno il privilegio di avere il numero "1" sulla targa della loro autovettura. Occasionalmente sono state emesse targhe con un numero seriale a sei cifre dopo la sigla, ad esempio nel 2000 a Dublino e nel 2008 nella contea di North Tipperary. 
Sopra questi elementi è presente il nome completo, in gaelico e di dimensioni ridotte, della contea. 
Dal 2013 le prime due cifre sono diventate tre: all'anno di immatricolazione si è aggiunto il semestre, ad esempio "131" indica i veicoli registrati da gennaio a giugno 2013 e "132" quelli immatricolati da luglio a dicembre 2013. 
Non c'è un carattere standard, l'importante è che sia di tipo sans serif e che le dimensioni non eccedano i 70 mm di altezza, i 36 mm di larghezza e i 10 mm di spessore. Neanche il materiale con cui le targhe sono realizzate è standardizzato, cosicché esistono targhe in alluminio o in materiale plastico tutte perfettamente legali. 
Il codice identificatore della contea è attribuito in base alla residenza del primo proprietario del veicolo e non cambia in caso di trasferimento di proprietà a una persona residente in un'altra contea. La targa segue quindi il veicolo fino alla sua distruzione o reimmatricolazione, se esportato, e non può essere trasferita su altri veicoli. 
Pagando una sovrattassa di 1.000€, si può avere una serie numerica personalizzata dopo la sigla della contea.

### Formati e dimensioni
- Standard: 520 × 111 mm

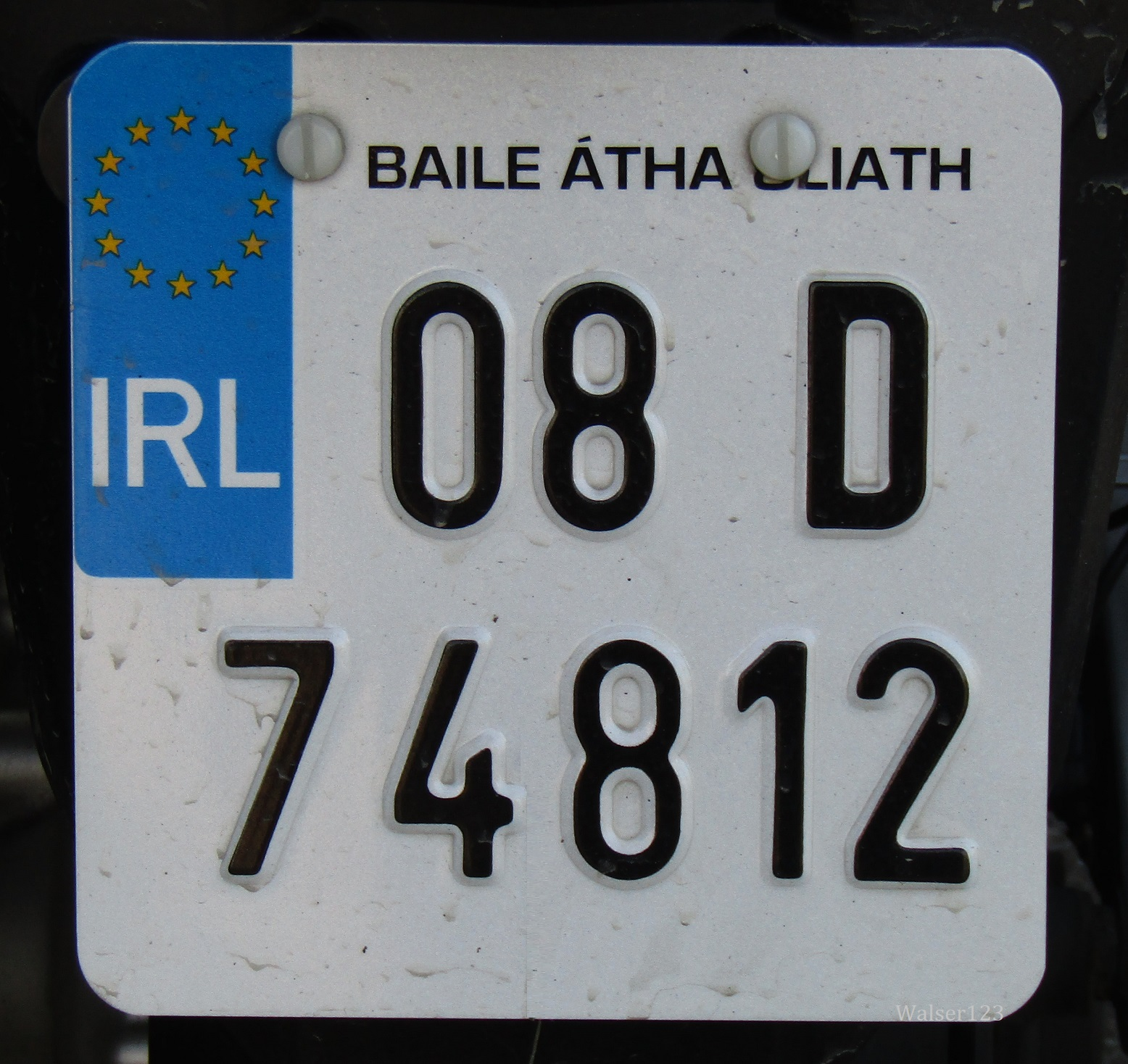
Targa di un motociclo della contea di Dublino

- "Quadrato" per autoveicoli: 280 × 204 mm
- Giapponese: 330 × 178 mm
- Statunitense: 303 × 152 mm

- Lungo per motocicli: 230 × 75 mm
- 7" × 5" per motocicli: 178 × 127 mm
- 6" × 4" per motocicli: 152 × 101,6 mm
- 9" × 7" per autoveicoli: 230 × 178 mm[3]

## Sigle identificative delle contee

Carta con la suddivisione dell'Irlanda in contee e relative sigle automobilistiche

Nel seguente elenco le sigle automobilistiche hanno accanto il nome in gaelico e in inglese della contea corrispondente (tra parentesi è scritto il capoluogo nei casi in cui non abbia lo stesso nome della contea). Il codice "T" è stato introdotto nel 2014.
- C - Corcaigh / Cork
- CE - An Clár / Clare (Ennis)
- CN - An Cabhán / Cavan
- CW - Ceatharlach / Carlow
- D - Baile Átha Cliath / Dublino
- DL - Dún Na nGall / Donegal (Lifford)
- G - Gaillimh / Galway
- KE - Cill Dara / Kildare (Naas)
- KK - Cill Cheannaigh / Kilkenny
- KY - Ciarraí / Kerry (Tralee)
- L - Luimneach / Limerick
- LD - An Longfort / Longford
- LH - An Lú / Louth (Dundalk)

- LM - Liatroim / Leitrim (Carrick-on-Shannon)
- LS - Laois / Laois (Port Laoise)
- MH - An Mhí / Meath (Navan)
- MN - Muineachán / Monaghan
- MO - Maigh Eo / Mayo (Castlebar)
- OY - Uibh Fhaillí / Offaly (Tullamore)
- RN - Ros Comáin / Roscommon
- SO - Sligeach / Sligo
- T - Tiobraid Árann / Tipperary (Nenagh)
- W - Port Láirge / Waterford (Dungarvan)
- WH - An Iar-Mhí / Westmeath (Mullingar)
- WW - Cill Mhantáin / Wicklow
- WX - Loch Garman / Wexford

## Sigle emesse dal 1987 al 31 dicembre 2013

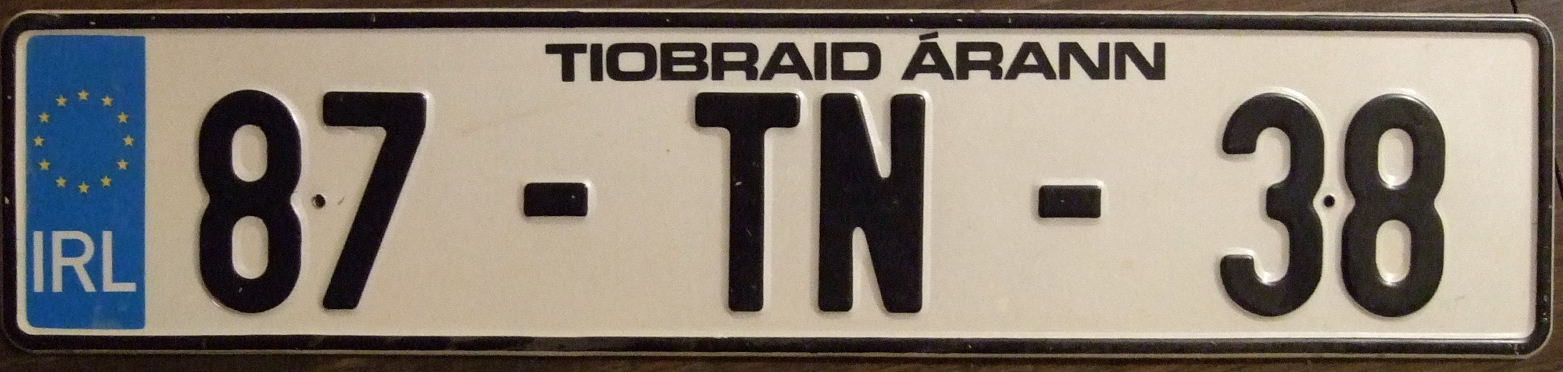
Targa di un autoveicolo dell'ex contea di Tipperary Nord

| Sigla | Area di immatricolazione in gaelico | Area di immatricolazione in inglese      |
| ----- | ----------------------------------- | ---------------------------------------- |
| LK    | Luimneach                           | Limerick                                 |
| TN    | Tiobraid Árann Thuaidh              | Tipperary North Riding (capol.: Nenagh)  |
| TS    | Tiobraid Árann Theas                | Tipperary South Riding (capol.: Clonmel) |
| WD    | Port Láirge                         | Waterford                                |

## Targhe speciali

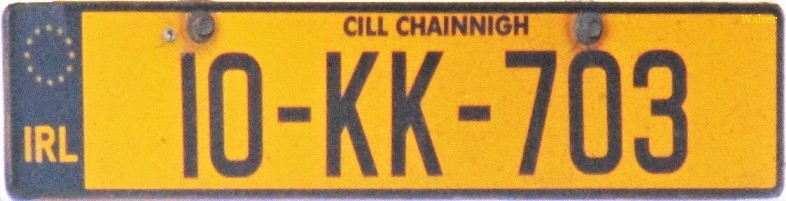
Targa (non standard) ripetitrice della motrice apposta su un rimorchio

- Dal 1982 i rimorchi con massa a vuoto superiore a 1500 kg devono avere una targa aggiuntiva composta da due lettere fisse e un numero massimo di quattro cifre su fondo bianco o, meno frequentemente, rosso; la contea è identificabile in base alle combinazioni delle lettere assegnate (vd. infra). Nell'alloggiamento tra le luci posteriori va posizionata la targa ripetitrice del trattore stradale, su unica o doppia linea; di norma i caratteri sono neri su sfondo bianco riflettente, ma sono diffuse targhe non standard su fondo celeste o giallo. L'anno di immatricolazione è ancora espresso con due sole cifre a sinistra, come avveniva nelle targhe standard prima del 2013.

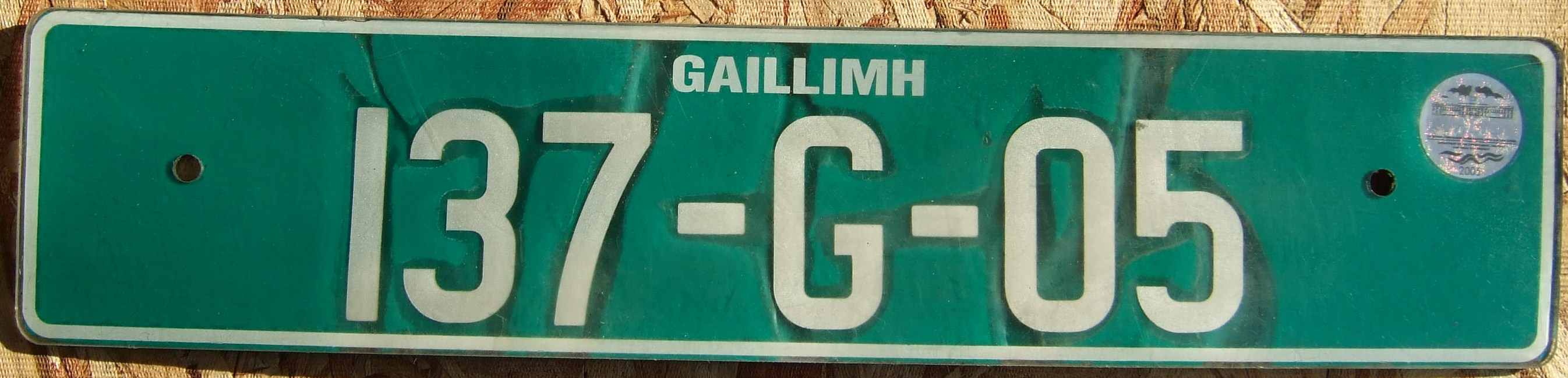
Targa prova emessa nel 2005

- Le targhe prova per concessionari e garagisti si distinguono per i caratteri bianchi o bianco-argento su fondo verde riflettente. Le due cifre indicanti l'anno di emissione sono posposte alla sigla identificativa della contea.
- Le targhe diplomatiche sono molto simili a quelle normali, tranne che per la sigla CD nera e di dimensioni generalmente ridotte, a sinistra o a destra del numero sequenziale.

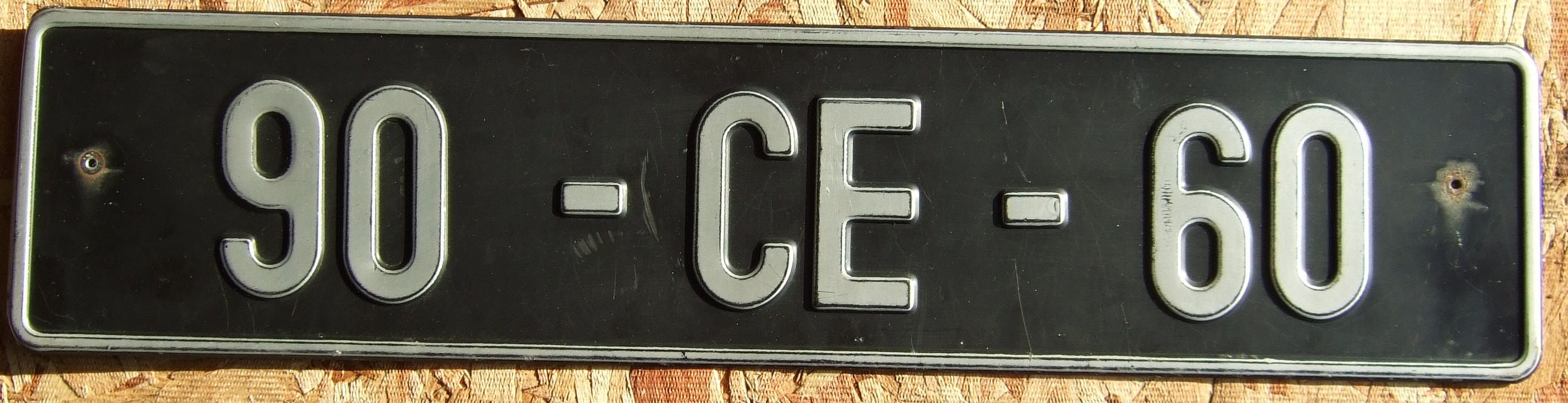
Targa di un automezzo militare

- I veicoli in dotazione all'Esercito hanno targhe con caratteri di colore bianco o grigio argento su fondo nero. Sono prive del nome della contea in gaelico.

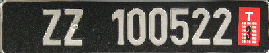
Formato per immatricolazioni provvisorie

- Per le immatricolazioni temporanee di veicoli vengono emesse targhe con il codice ZZ seguito da un numero progressivo a cinque o sei cifre partendo da ZZ 10000. A destra è riportato, su un rettangolo rosso dove sono scritte per 18 volte, a caratteri ridotti e di colore bianco, le ultime cifre dell'anno di validità, un numero nero corrispondente al mese di scadenza della validità stessa (per esempio 3 = marzo); sopra il rettangolo è visibile una "T" (che in inglese sta per Temporary), anch'essa bianca[6]. Il formato è antecedente a quello introdotto a dicembre 1969, perciò lettere e cifre sono di colore grigio argento in campo nero sia nelle targhe anteriori che in quelle posteriori.

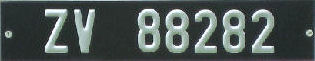
Formato per veicoli importati immatricolati da almeno trent'anni

- A partire dal 1992, i proprietari di veicoli immatricolati da almeno trent'anni, qualora questi siano importati o registrati per la prima volta, possono richiedere targhe con formato in uso dal 1987 o pre-1969 (con caratteri rispettivamente neri su fondo bianco o grigio argento su fondo nero), le quali iniziano con le lettere ZV seguite da un numero sequenziale le cui cifre variano da tre a cinque. 
In alternativa è possibile reimmatricolare un'auto d'epoca secondo lo schema attuale ma con i colori precedenti al 1969 oppure con il formato e i colori attualmente in uso, cioè caratteri neri su fondo bianco, ma mantenendo il sistema utilizzato prima del 1987, in tal caso la seconda e la terza lettera identificano la contea o la città (vd. infra).

## Codici utilizzati nei rimorchi con massa >1500 kg e rispettive contee / città
- AB - Contea di Carlow

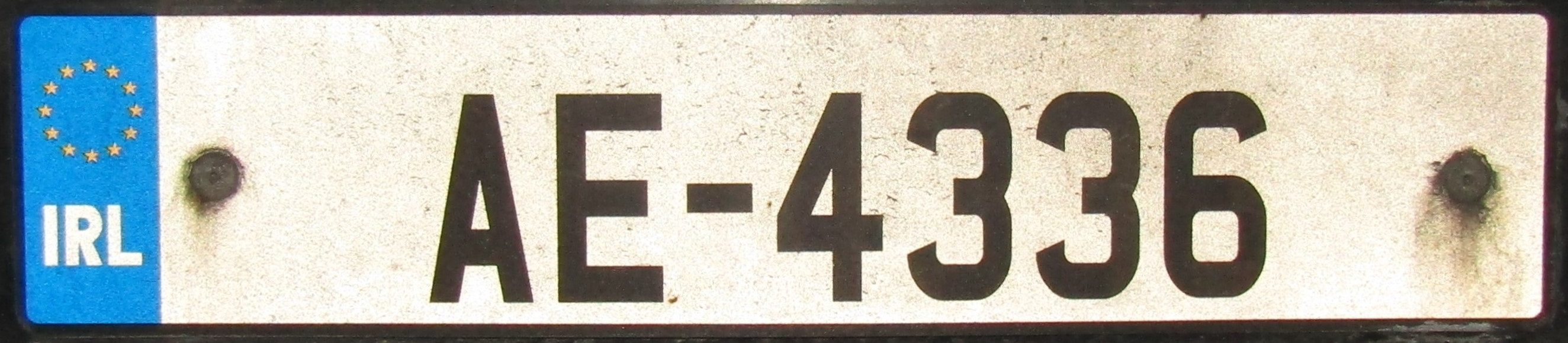
Targa aggiuntiva su una linea di un rimorchio con massa a vuoto >1500 kg della contea di Dublino

- AC–AH - Contea di Dublino (Dublin)
- AJ - Contea di Kildare
- AK - Contea di Kilkenny
- AL - Contea di Laois
- AM - Contea di Longford
- AN - Contea di Louth
- AO - Contea di Meath
- AP - Contea di Offaly
- AR - Contea di Westmeath
- AS - Contea di Wexford
- AT - Contea di Wicklow
- BC - Contea di Clare
- BD - Cork città
- BE - Contea di Cork
- BF - Contea di Kerry

- BG - Limerick città
- BH - Contea di Limerick
- BJ - Contea di North Tipperary (Tipperary North Riding)
- BK - Contea di South Tipperary (Tipperary South Riding)
- BL - Waterford città
- BM - Contea di Waterford
- CD - Contea di Galway
- CE - Contea di Leitrim
- CF - Contea di Mayo
- CG - Contea di Roscommon
- CH - Contea di Sligo
- DE - Contea di Cavan
- DF - Contea di Donegal
- DG - Contea di Monaghan

## Targhe con formato britannico emesse fino al 1987 e sigle utilizzate

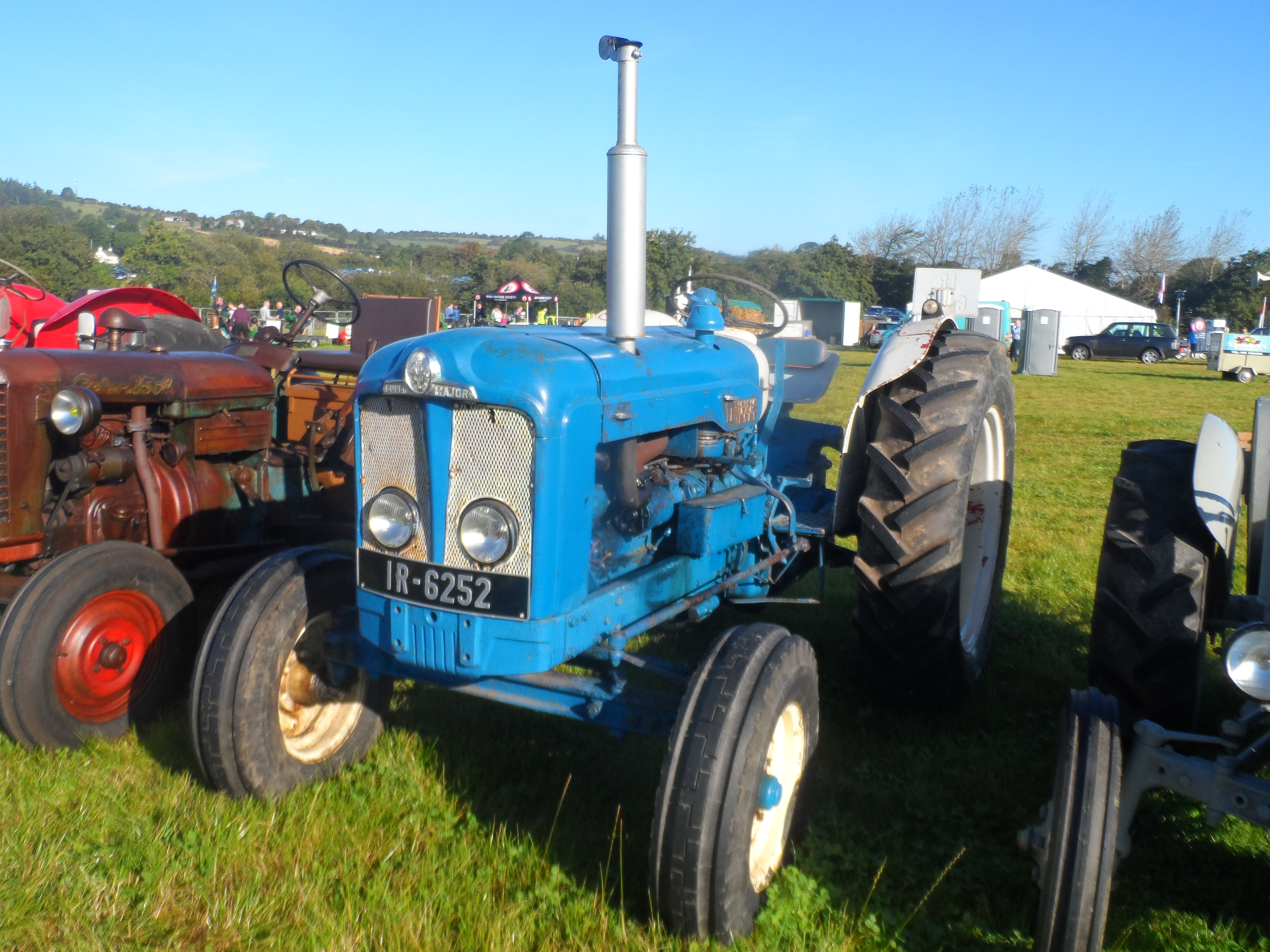
Targa anteriore di un trattore (codice IR = contea di Offaly) con formato anteriore a dicembre 1969

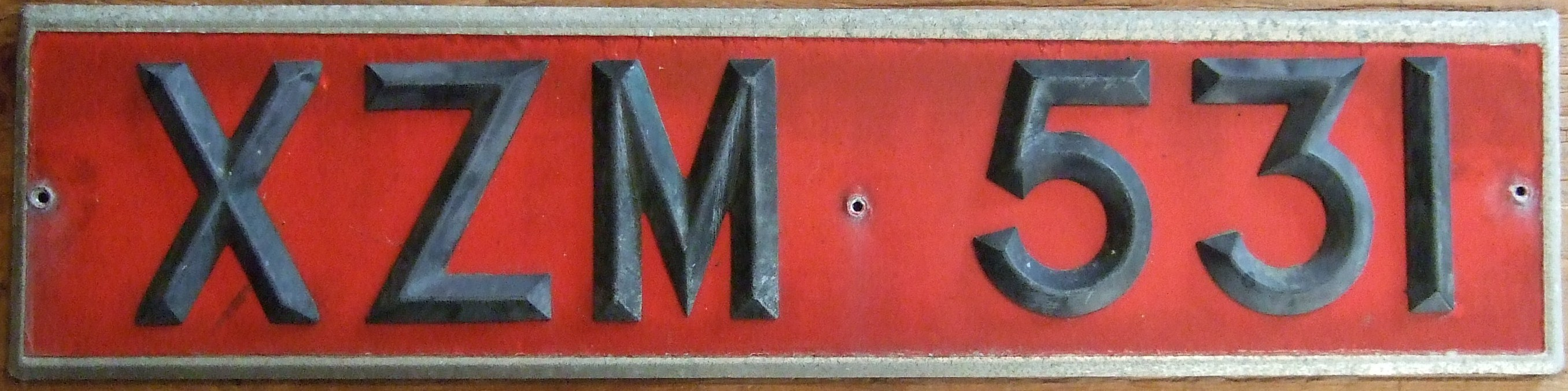
Targa posteriore con formato 1969–1987 (ZM = contea di Galway)

Originariamente, come nell'Ulster, tutte le targhe emesse avevano lettere e numeri bianchi o grigio argento su fondo nero, ma nel dicembre 1969 venne introdotta una variazione nel colore sia delle targhe posteriori, i cui caratteri divennero neri su sfondo rosso riflettente, sia di quelle anteriori, che da allora ebbero caratteri bianchi o grigio argento su fondo nero. La seconda e la terza lettera identificavano la contea o città dove era stato immatricolato il veicolo. La numerazione poteva essere posposta o anteposta alle lettere.
Lo stesso sistema venne utilizzato per le contee dell'Irlanda del Nord (vedi targhe d'immatricolazione del Regno Unito).
- IC - Carlow
- ID - Cavan
- IE - Clare
- IF - Cork contea
- IH - Donegal
- IM - Galway
- IN - Kerry
- IO - Kildare
- IP - KIlkenny
- IR - King's County → Offaly
- IS - (dal 1983) Mayo
- IT - Leitrim
- IU - Limerick contea
- IV (dal 1982) - Limerick città e contea
- IX - Longford
- IY - Louth
- IZ - Mayo
- AI - Meath
- BI - Monaghan
- CI - Queen's County → Laois

- DI - Roscommon
- EI - Sligo
- FI - North Tipperary
- GI (dal 1985) - South Tipperary
- HI - South Tipperary
- KI - Waterford contea
- LI - Westmeath
- MI - Wexford
- NI - Wicklow
- PI - Cork città
- RI Dublino città
- SI (dal 1982) - Dublino città e contea
- TI - Limerick città
- WI - Waterford città
- YI - Dublino città
- Z - Dublino contea
- ZA - Dublino città
- ZB - Cork
- ZC - Dublino città
- ZD - Dublino città
- ZE - Dublino contea

- ZF - Cork città
- ZG (dal 1983) - Dublino città e contea
- ZH, ZI, ZJ - Dublino città
- ZK - Cork
- ZL - Dublino città
- ZM - Galway
- ZN - Meath
- ZO - Dublino città e contea
- ZP - Donegal
- ZR - Wexford
- ZS (dal 1984) - Dublino città e contea
- ZT - Cork
- ZU - Dublino città e contea
- ZV (dal 1985) - Dublino città e contea
- ZW - Kildare
- ZX - Kerry
- ZY - Louth